# Rhody Matthijs
Rhody Matthijs (Leeuwarden, 1981) is een Nederlandse componist en tekstschrijver. Hij schrijft met name muziek voor musicals
Matthijs schreef samen met tekstschrijver Allard Blom o.a. de musicals Ganesha: een perfecte god (2004), Het Sleutelkruid (2005), Delphi (2006), Zonder Moeite Niets (2007) en Vuurwerk (2010). Ganesha won in 2010 de Vlaamse Musicalaward voor Beste Nieuwe Musical. De muziek werd genomineerd voor Beste Inhoudelijke Prestatie.
Rhody Matthijs componeerde de muziek en schreef enkele liedteksten voor Jungle Book, Anastasia, Oliver in New York en Pay It Forward voor FanWork.
Momenteel werkt Rhody Matthijs aan de musical 'Strijders' en aan een herwerking van 'Ganesha - Een Perfecte God'.
In 2002 won de song 'Fugelfrij', geschreven door Rhody Matthijs en Ekie Hoeksma zowel de publieks- als de juryprijs bij het Fries songfestival Liet. De song werd uitgevoerd door Flat Out, later omgedoopt tot Three-Ality